# Stazione di Stoccarda-Feuerbach
La stazione di Stoccarda-Feuerbach (in tedesco Stuttgart-Feuerbach) è una stazione S-Bahn nel distretto di Feuerbach a Stoccarda.

## Movimento
La stazione è servita dalle linee S4, S5 e S6/S60 della S-Bahn.